# Kunst im öffentlichen Raum in Werl
Kunst im öffentlichen Raum in Werl umfasst öffentlich zugängliche Plastiken, Skulpturen, Brunnen, Wandmalereien, Mosaike und Graffiti im Gebiet der südwestfälischen Stadt Werl im Kreis Soest. Die nachstehende Liste von Kunstwerken im öffentlichen Raum ist nicht vollständig. Sie wird kontinuierlich ergänzt.

## Liste
| Bild                       | Titel/Bezeichnung          | Standort                                             | Künstler                                                                      | Entstanden/errichtet | Anmerkungen |
| -------------------------- | -------------------------- | ---------------------------------------------------- | ----------------------------------------------------------------------------- | -------------------- | --- |
| weitere Bilder             | Der Schweinehirt           | Walburgisstraße Lage                                 | Joseph Wäscher                                                                | 1981                 | Bronzeskulptur |
| Salinenbrunnen             | Salinenbrunnen             | Bachstraße/Melsterstraße Lage                        | Margarete Wiggen                                                              | 1985                 | |
| weitere Bilder             | Stadtbrunnen               | Marktstraße/Walburgisstraße Lage                     | Bonifatius Stirnberg                                                          | 1992                 | |
| weitere Bilder             | Phoenix aus der Asche      | Am Breilsgraben 2 Lage                               | Josef Baron                                                                   |                      | Skulptur vor dem Marien-Gymnasium. |
| Durchdringung              | Durchdringung              | Am Breilsgraben 2 Lage                               | Hubert Romeyke und Bernd Sobbe                                                |                      | Skulptur vor dem Marien-Gymnasium. |
| Musizierende Mädchen       | Musizierende Mädchen       | Kurgarten Lage                                       | Bernhard Kleinhans                                                            |                      | |
| Doppelstele                | Doppelstele                | Kurgarten Lage                                       | Werner Ratering                                                               |                      | Farbskulptur |
| Monument für O             | Monument für O             | Kurgarten Lage                                       | Werner Ratering                                                               |                      | Großplastik |
|                            | Windblätter                | Kurgarten                                            | Lothar Klute                                                                  |                      | |
| Skulptur 700 Jahre Werl    | 700 Jahre Werl             | Hammer Straße 1 Lage                                 |                                                                               |                      | |
| Der Salzsieder             | Der Salzsieder             | Salzstraße Lage                                      | Joseph Wäscher                                                                | 1982                 | |
| weitere Bilder             | Tanzende Mädchen           | Melsterstraße Lage                                   | Bernhard Kleinhans                                                            |                      | |
| weitere Bilder             | Stadtmodell                | Marktplatz Lage                                      | Egbert Broerken                                                               |                      | [ 1 ] |
| Werler Stadtquellen        | Werler Stadtquellen        | Marktplatz Lage                                      |                                                                               |                      | |
| Glockenspiel               | Glockenspiel               | Markt, Musikschule (altes Rathaus) Lage              |                                                                               |                      | Die Bronzeglocken wurden von der „Königlichen Glockengießerei Eijsbouts“ in Asten gegossen.                                                                                         |
| 800 Jahre Werl             | 800 Jahre Werl             | An der Kirche St. Walburga Lage                      |                                                                               |                      | Der Stein wurde vom Werler Unternehmen „Grabmale Heidebrecht“ hergestellt. |
| Skulptur "Die Eule"        | Die Eule                   | Steinerstraße Lage                                   | Hans Gerd Ruwe                                                                |                      | |
| Skulptur Pelikan           | Pelikan                    | Steinerstraße Lage                                   | Bernd Bergkämper                                                              |                      | |
| Skulptur Bär               | Bär                        | Steinerstraße Lage                                   | Bernd Bergkämper                                                              |                      | |
| Skulptur Widder            | Widderkopf                 | Steinerstraße Lage                                   | Bernd Bergkämper                                                              |                      | |
| Skulptur Stier             | Stier                      | Steinerstraße Lage                                   | Bernd Bergkämper                                                              | 1994                 | |
| weitere Bilder             | Rausch der Geschwindigkeit | Steinerstraße Lage                                   | Bernd Bergkämper                                                              |                      | |
|                            | Hansering                  | Steintorplatz Lage                                   |                                                                               |                      | Kreis aus 11 Steinen aus den Hansestädten, mittig Reliefplatte mit Karte, auf der die Lage der Hansestädte markiert sind. Inschrift: "Vereinigt zum Städtebund der Hanse".          |
| Fläche und Raum            | Fläche und Raum            | Stadthalle, Vorplatz Lage                            | Wilfried Hagebölling                                                          |                      | |
| Mosaikstele                |                            | Schützenstraße/Ecke Kapellenweg Lage                 |                                                                               |                      | Die Stele mit einer Mosaikdarstellung des Heiligen Sebastian steht neben der Stadthalle und der Kapelle auf der Gänsevöhde.                                                         |
| Sofa-TV                    | Sofa-TV                    | Hedwig-Dransfeld-Straße 23/23a, vor dem Rathaus Lage | Michael Abromeit                                                              |                      | |
| Geschnitzte Holzsäule      |                            | Melsterstraße 15 Lage                                |                                                                               |                      | Geschnitzte Holzsäule vor dem Gebäude des ehemaligen Museums Forum der Völker. |
| Skulptur Lichtweg          | Lichtweg                   | Parkfriedhof Lage                                    | Petra Kook und Bernd Sobbe                                                    |                      | |
| Pforte Pilgerkloster       | Pforte Pilgerkloster       | Kloster Werl Lage                                    | Otmar Alt                                                                     |                      | Denkmalpfad Franziskusweg. |
| Schwester Sonne            | Schwester Sonne            | Marktplatz, Altes Rathaus Lage                       | Otmar Alt                                                                     |                      | Denkmalpfad Franziskusweg. |
| Bruder Mond und die Sterne | Bruder Mond und die Sterne | Melsterstraße 15 Lage                                | Otmar Alt                                                                     |                      | Denkmalpfad Franziskusweg, vor dem ehemaligen Museum Forum der Völker. |
| Bruder Wind                | Bruder Wind                | Kurpark Lage                                         | Otmar Alt                                                                     |                      | Denkmalpfad Franziskusweg |
| Schwester Wasser           | Schwester Wasser           | Kurpark Lage                                         | Otmar Alt                                                                     |                      | Denkmalpfad Franziskusweg. |
| Bruder Feuer               | Bruder Feuer               | Bäckerstraße 6 Lage                                  | Otmar Alt                                                                     |                      | Denkmalpfad Franziskusweg. Die Skulptur steht neben der Kapelle Muttergottes in der Not.                                                                                            |
| Mutter Erde                | Mutter Erde                | Am Alten Schloß Lage                                 | Otmar Alt                                                                     |                      | Denkmalpfad Franziskusweg, Ruine Schloss Werl. |
| Nächstenliebe              | Nächstenliebe              | Krumme Straße 2 Lage                                 | Otmar Alt                                                                     |                      | Denkmalpfad Franziskusweg. Die auch mit „Krankheit und Schmerz ertragen“ bezeichnete Skulptur befindet sich an der Rückseite des ehemaligen Elisabeth-Kinderheimes Kämperstraße 53. |
| Bruder Tod                 | Bruder Tod                 | Kreuzwegplatz Lage                                   | Bert Gerresheim                                                               | 2020                 | Denkmalpfad Franziskusweg, an der Wallfahrtsbasilika Mariä Heimsuchung. |
| Stein/Metall/Holz          | Stein/Metall/Holz          | Parkfriedhof Lage                                    | Bernd Sobbe                                                                   |                      | Das Kunstwerk wurde im Memoriam-Garten auf dem Parkfriedhof aufgestellt. |
| Rad für die Raumkultur     | Rad für die Raumkultur     | Hellweg, Kreisverkehr Lage                           | SEL8-Künstlergruppe (Bernd Sobbe, Petra Kook, Hubert Romeyke, Dorothee Weber) |                      | Kunst im Kreisverkehr |
| weitere Bilder             | 15 Stelen                  | KonWerl 2010, Hansering Lage                         | Katja Landeck                                                                 |                      | |
| weitere Bilder             | Poetische Bodenplatten     | KonWerl 2010, Hansering Lage                         | Gabriele Staarmann                                                            |                      | |
| Die Liegende               | Die Liegende               | KonWerl 2010 Lage                                    | Ralf Witthaus                                                                 |                      | |
| Raumschneise               | Raumschneise               | Auf dem Kreiter/Rustigestraße Lage                   | Wilfried Hagebölling                                                          |                      | |
| weitere Bilder             | Weltkugel                  | KonWerl 2010, Belgische Straße Lage                  | Oliver Kornblum                                                               |                      | |